# Estación de Oshawa
Oshawa es una estación para servicios de trenes de cercanías, trenes de pasajeros y autobuses regionales en Oshawa, Ontario, Canadá. Es la estación terminal de la línea Lakeshore East de GO Transit y da servicio al servicio Corredor de Via Rail, que viaja desde Toronto a Ottawa y Montreal. La terminal de autobuses cuenta con rutas de autobús de GO Transit y Durham Region Transit.

## Historia
El Grand Trunk Railway entre Montreal y Toronto se completó en 1856 y la primera estación de Oshawa se ubicó en el extremo norte de Albert Street. En 1923, el Grand Trunk fue absorbido por el Canadian National Railway que, en la década de 1960, construyó una estación de un solo piso con techo plano al oeste de la estación original donde ahora se encuentra el patio del Canadian National Railway en el lado norte de las vías. Via Rail amplió y actualizó el edificio a principios de la década de 1990 y la línea Lakeshore East de GO Transit se extendió hasta allí en 1995.
El 24 de noviembre de 2017, se completó y abrió al público la modernización de la estación de Oshawa. Se anunció dos años antes como un proyecto conjunto entre Via Rail y Metrolinx, la agencia de transporte público de la provincia. Los proyectos de $ 14 millones de dólares canadienses incluyeron mejoras en el moderno mostrador de boletos, un área de espera con baños públicos más grandes y un puente peatonal a la plataforma Via que facilitó el acceso a la estación para conductores, peatones y ciclistas.

## Via Rail
La estación es atendida regularmente por trenes interurbanos en las rutas del Corredor entre Toronto y Montreal u Ottawa. En 2009, Via Rail anunció la construcción planificada de una nueva estación totalmente accesible adyacente al edificio existente como parte de las importantes mejoras a la subdivisión de Kingston, la línea principal entre Toronto y Dorval.

## GO Transit
Oshawa es la terminal este del servicio de tren de la línea Lakeshore East de GO, que opera en su propia vía dedicada al este de Pickering. Esta es una de las dos únicas estaciones terminales en el sistema de tránsito GO ubicada en el final real de la vía de la línea, la otra es la estación West Harbor ubicada en Hamilton, Ontario. Hay conexiones de autobús GO en dirección este que sirven a Courtice, Bowmanville y Peterborough hacia el este, a través de la carretera 2, la carreta 115 y la carretera 401. Hay conexiones de autobús Go en dirección oeste que sirven a Whitby, Ajax, Pickering, Scarborough y Toronto, a través de la carretera 2 y la carretera 401. 

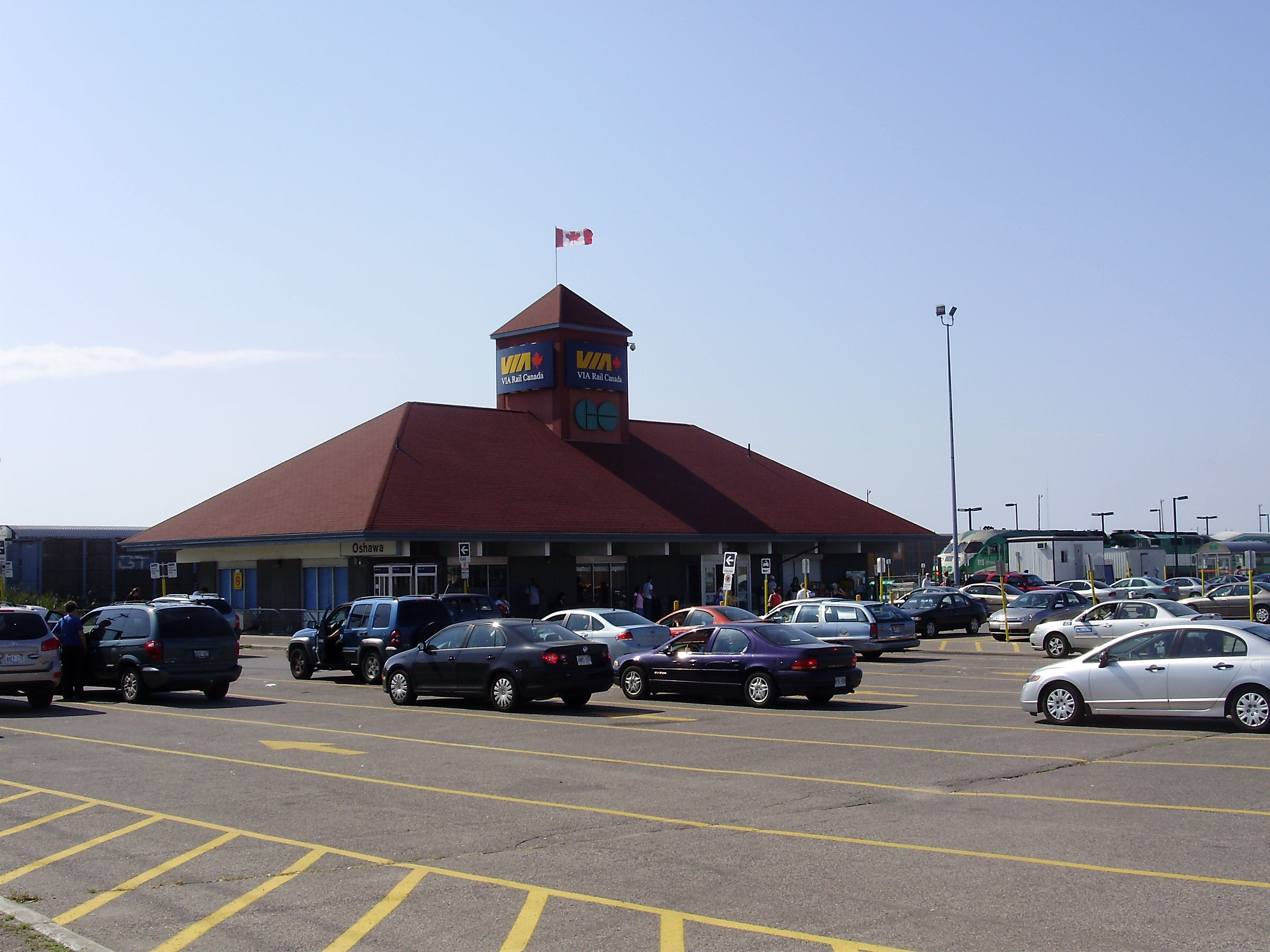
Antigua estación en el 2009.

En octubre de 2022, la estación Oshawa se convirtió en la primera estación de Metrolinx en celebrar un acuerdo de asociación de nombres. Los derechos de denominación de la estación se vendieron a Durham College como parte de un acuerdo de 10 años. Posteriormente, se cambió el nombre de la estación a Durham College Oshawa, que entrará en vigencia en el edificio de la estación, los mapas y otros activos propiedad de Metrolinx. La estación se encuentra a 30 minutos en autobús del campus principal de la universidad.
En 2014, GO Transit planeaba cesar los servicios a la estación como parte de un proyecto para extender el servicio de trenes GO a Bowmanville, reemplazándolo con dos nuevas estaciones dentro de Oshawa. Para 2023, Metrolinx había cambiado de planes. Los trenes GO seguirían dando servicio a la estación además de las nuevas estaciones propuestas en Oshawa. En el lado este de la estación, se construiría un nuevo ramal directo de GO con una curva hacia el norte para conectar con el corredor de la subdivisión de Belleville de CPKC.

## Durham Region Transit
Durham Region Transit sirve a la ciudad de Oshawa y ciudades circundantes como Whitby, Port Perry, Ajax, Pickering y Clarington.
Los boletos DRT pasan y se aceptan transferencias en los autobuses GO que operan dentro de la región de Durham, lo que permite a los pasajeros hacer transbordo libremente entre los autobuses DRT y GO para completar un viaje dentro de la región. DRT también cuenta con un sistema de tarifa reducida para pasajeros que se transfieren desde GO Transit.

## Conexión con servicios de autobús

### Durham Region Transit
- 403 al Oshawa Centre Terminal
- 902 al Bowmanville/Trulls Road via Oshawa Centre Terminal

### GO Transit
- 52 - Autobús 407 Este[11]
- 56 - Autobús Oshawa/Oakville
- 88 - Autobús de Peterborough/Oshawa
- 90 - Autobús matutino de Lakeshore East
- 92 - Autobús local de Oshawa/Yorkdale[11]
- 96 - Autobús expreso Oshawa/Finch